# Alberto Builes
Jesús Alberto Builes Ortega (Bello, 1946) es un abogado y político colombiano que se desempeñó como alcalde de Bello y Gobernador de Antioquia.

## Biografía
Se recibió de abogado en la Universidad de Medellín y comenzó su carrera política como concejal de Bello, posteriormente fue alcalde del mismo municipio y en el sector privado se desempeñó como gerente del equipo de fútbol Atlético Nacional.
En 1994 se postuló como candidato a la Asamblea Departamental de Antioquia, pero es secuestrado por la Coordinadora Guerrillera.
Tras su liberación, en 1997, se postuló a la Gobernación de Antioquia por el Partido Conservador Colombiano, ganándole al exalcalde de Medellín y exgobernador de Antioquia, Álvaro Villegas Moreno.
Luego de dejar la gobernación, Builes ha seguido activo en la política. En 2006, lanza su candidatura a la Cámara de Representantes pero no obtiene el escaño.